# Hipocresía

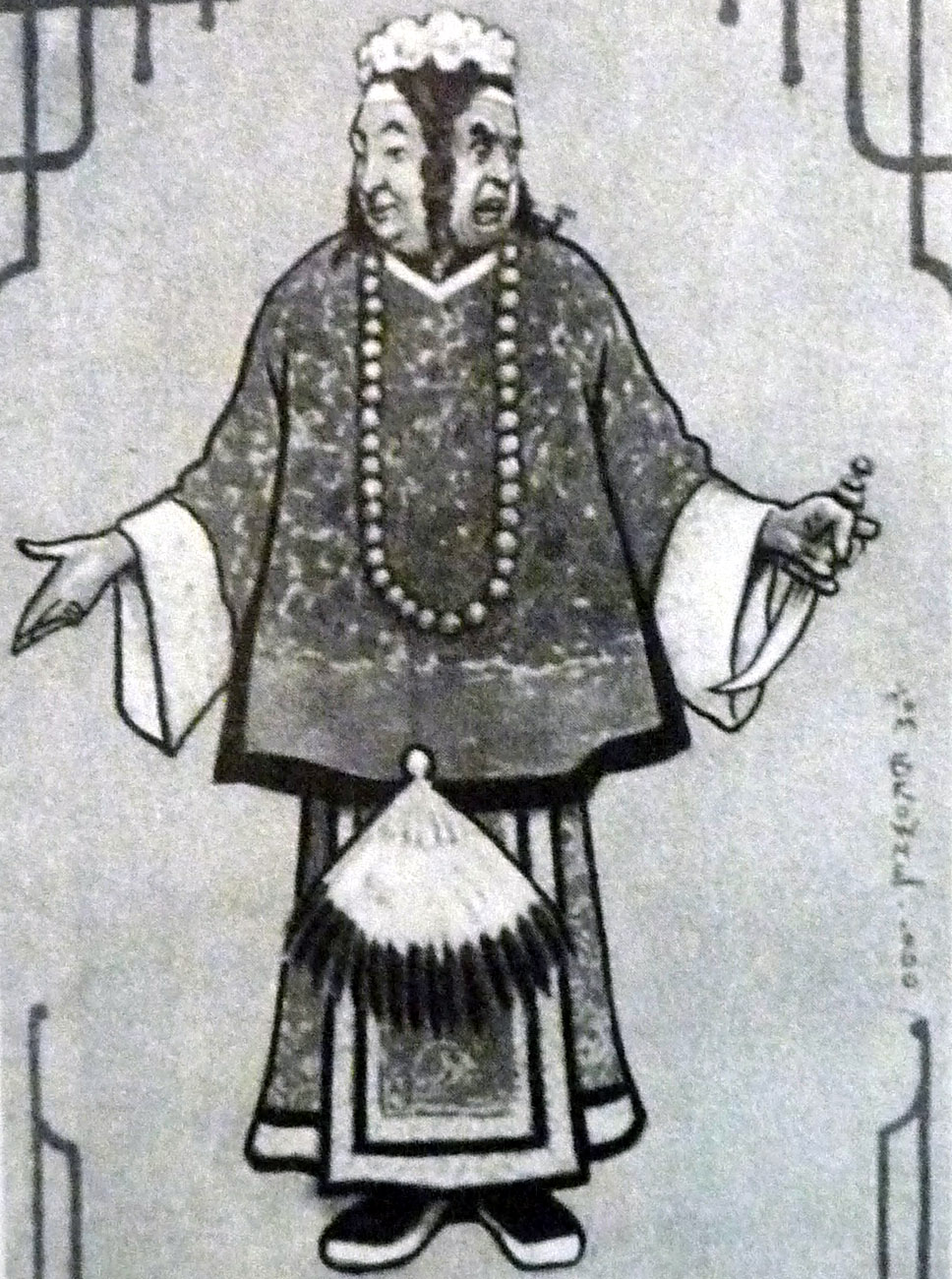
Un hipócrita de dos caras: el regente Cixi (1835-1908) de China.

La hipocresía es el acto en que un individuo se comporta de forma contraria a los valores sostenidos por el mismo individuo, o de actuar en consonancia a principios que al mismo tiempo se critican. Según la Real Academia, es el fingimiento de cualidades o sentimientos contrarios a los que verdaderamente se tienen o experimentan. La hipocresía puede venir del deseo de esconder de los demás motivos reales o sentimientos. 
En muchos idiomas, incluido el francés, un hipócrita es alguien que esconde sus intenciones y verdadera personalidad.

## Etimología
La palabra hipocresía proviene del griego ὑπόκρισις (hypokrisis), que significa "celoso", "que juega", "que actúa", "cobarde" o "que disimula".  La palabra hipócrita procede del griego ὑποκριτής (hypokritēs), el nombre agentivo asociado a ὑποκρίνομαι (hypokrinomai κρίση, "juicio" "κριτική (kritikē), "críticos") presumiblemente porque la interpretación de un texto dramático por un actor debía implicar cierto grado de interpretación, o evaluación. También se puede entender como viniendo del griego hypo  que significa "máscara" y crytes  que significa "respuesta" y por lo que la palabra significaría "responder con máscaras"
Otra posibilidad es que la palabra sea una amalgama del prefijo griego hypo-, que significa "bajo", y el verbo krinein, que significa "cribar o decidir". Así pues, el significado original implicaba una deficiencia en la capacidad de cribar o decidir. Esta deficiencia, en lo que respecta a las propias creencias y sentimientos, informa el significado contemporáneo de la palabra.
La palabra "hipócrita" proviene del griego ὑποκρίτης (hypokrites), cuyo verbo asociado es υποκρίνομαι (hypokrinomai), es decir, "tomo parte". Ambos derivan del verbo κρίνω, "juzgar" (»κρίση, "juicio"»κριτική [kritiki], "críticos"), presuntamente porque la realización de un texto dramático involucraba un cierto grado de interpretación del texto.
Mientras que hypokrisis se aplicaba a cualquier tipo de actuación pública (incluido el arte de la retórica), hypokrites era un término técnico para referirse a un actor de teatro y no se consideraba un papel apropiado para una figura pública.  En Atenas, durante el siglo IV a. C., por ejemplo, el gran orador Demóstenes ridiculizaba a su rival Esquines, que había sido un actor de éxito antes de dedicarse a la política, como un hipócrita cuya habilidad para hacerse pasar por personajes en el escenario le convertía en un político indigno de confianza. Esta visión negativa de los hipócritas, quizá combinada con el desdén romano por los actores, se transformó más tarde en la originalmente neutra hypokrisis.  Es este sentido posterior de hypokrisis como "actuación", es decir, la asunción de una personalidad falsa, lo que da a la palabra moderna hipocresía su connotación negativa.

## Definición
La hipocresía consta de dos operaciones, a través de las cuales se manifiesta en los modos simple y combinado: la simulación y el disimulo. La simulación consiste en mostrar algo distinto de lo que se es, en tanto que el disimulo oculta lo que no se quiere mostrar.
Alguien que cree que tiene derecho a tener un amante, pero que su cónyuge no tiene tal derecho, tiene doble moral. Sin embargo, alguien que condena todo lo relativo al adulterio, pero lo comete, es hipócrita. La hipocresía es como la mentira, porque pretenden ser alguien que no son engañando a los demás, una persona que hace eso se considera como hipócrita.
Para el lingüista y analista social Noam Chomsky, la hipocresía es definida como la negativa a "... aplicar en nosotros mismos los mismos valores que aplicamos en otros",  y constituye uno de los males centrales de nuestra sociedad, que promueve injusticias como la guerra y las desigualdades sociales en un marco de autoengaño, que incluye la noción de que la hipocresía por sí misma es una parte necesaria o benéfica del comportamiento humano y la sociedad.

## Psicología de la hipocresía
En psicología, el comportamiento hipócrita se relaciona con el error fundamental de atribución: los individuos tienden a explicar sus acciones sobre la base de su ambiente, pero atribuyen las acciones de otros a "características innatas", lo que lleva a juzgar a los otros mientras se justifican las propias acciones.
Muchas personas fallan en reconocer que tienen imperfecciones que condenan en el resto. Según la psicología freudiana a este comportamiento se le conoce como proyección psicológica. Este es más un autoengaño que un engaño deliberado al resto de las personas. En otras palabras, la "hipocresía psicológica" es a menudo interpretada por los psicólogos como un mecanismo inconsciente de defensa y no como un acto de engaño consciente, tal y como resulta de la connotación clásica de la hipocresía. La gente entiende vicios con los cuales se enfrentan o se enfrentaron en un pasado. Los esfuerzos para que el resto supere estos vicios pueden ser sinceros. También puede haber un elemento de la hipocresía si los actores no se admiten a sí mismos o a otros que han tenido o tienen estos vicios.
En la hipocresía suele estar basada la inmensa mayoría de las relaciones de falsa «amistad», las cuales contrarían el significado de la amistad auténtica.

### Carl Jung
En Suiza Carl Jung (1875-1961) atribuyó la hipocresía a quienes no son conscientes del lado oscuro de su naturaleza. Jung escribió: 
Todo individuo necesita la revolución, la división interior, el derrocamiento del orden existente y la renovación, pero no forzándolos sobre sus vecinos bajo el manto hipócrita del amor cristiano o el sentido de la responsabilidad social o cualquiera de los otros bellos eufemismos para los impulsos inconscientes de poder personal.
Jung continuó:
En cualquier circunstancia es una ventaja estar en plena posesión de la propia personalidad, de lo contrario los elementos reprimidos sólo aparecerán como un obstáculo en otro lugar, no sólo en algún punto sin importancia, sino en el mismo lugar donde somos más sensibles. Si se educa a las personas para que vean con claridad el lado oculto de su naturaleza, cabe esperar que también aprendan a comprender y amar mejor a sus semejantes. Un poco menos de hipocresía y un poco más de autoconocimiento sólo pueden tener buenos resultados en el respeto a nuestro prójimo; porque todos somos demasiado propensos a transferir a nuestros semejantes la injusticia y la violencia que infligimos a nuestras propias naturalezas.
En Nuevos caminos de la psicología Jung se refirió con precisión a las "hipócritas pretensiones del hombre". En su obra "el análisis de los sueños por encima de todo descubre sin piedad la moral mentirosa y las pretensiones hipócritas del hombre, mostrándole, por una vez, el otro lado de su carácter bajo la luz más viva". Jung omitió esta caracterización en su ensayo posterior Sobre la psicología del inconsciente, que se desarrolló a partir del anterior.

## Hipocresía y moralidad
La hipocresía ha sido descrita, junto con la falta de honestidad, como una característica que atrae particular oprobio en la Edad Moderna. Muchos sistemas de creencias condenan los comportamientos relacionados con la hipocresía.
En el cristianismo, algunas traducciones del Libro de Job en la Biblia cristiana, la palabra hebrea khaneph (חנפ) es traducida como "hipócrita", que significa "profano".
Además, el Nuevo Testamento relata a Jesucristo condenando en numerosas ocasiones la hipocresía de los líderes religiosos y políticos. Cristo instruye a sus discípulos advirtiéndoles que no sean prolijos hipócritas, que no hagan "repeticiones vanas" ni "palabrerías" al orar, y que no sean como los hipócritas que quieren ser vistos por los hombres al hacer sus buenas obras.
Jesús también usa una metáfora para prevenir esa actitud, e insta a sus discípulos a abstenerse de la levadura de los fariseos, escribas, mundanos, y de Herodes. Se dice explícitamente que la levadura de esos hombres es la hipocresía. Además, Jesús describe a los hipócritas fariseos como aquellos que "dicen y no hacen" y en la parábola del mal siervo se describe el castigo de este siendo azotado, teniendo "su parte con los hipócritas". En este sentido, hay múltiples estudios teológicos que catalogan a la hipocresía como un pecado y una característica de los falsos conversos, que sin arrepentimiento, lleva a la condenación eterna de aun aquellos que dicen creer en Dios, pero no le sirven verdaderamente con el corazón y siguen pecando deliberadamente. Estos estudios suelen señalar un versículo bíblico en el que Jesús dijo:

No todo el que me dice: Señor, Señor, entrará en el Reino de los cielos, sino el que hiciere la voluntad de mi Padre que está en los cielos. Muchos me dirán en aquel día: Señor, Señor, ¿no profetizamos en tu nombre, y en tu nombre sacamos demonios, y en tu nombre hicimos muchas grandezas? Y entonces les confesaré: Nunca os conocí; apartaos de mí, obradores de maldad.
Jesucristo (Mateo 7:21-23Sagradas Escrituras (1569)

Adicionalmente, la fe cristiana comúnmente asocia a los hipócritas religiosos con los falsos profetas.
Por otra parte, en el texto budista Dhammapada, Buda Gautama condena a un hombre que tomó la apariencia de un asceta. En el Islam, el Corán critica a los munafiq - aquellos que manifiestan ser creyentes y pacificadores pero que no lo son.

## Falacia común
Es una falacia común acusar a alguien de ser hipócrita a fin de desestimar un argumento. Esto puede ser conocido como un argumento ad hominem.
También, la falacia tu quoque apela a la posible hipocresía del emisor del mensaje.

## Problemas teóricos
Se ha propuesto muchas teorías sobre la hipocresía. El conflicto causado por la contradicción puede finalizar distintamente.
En los estudios organizacionales, teorizadores como Nils Brunsson han discutido sobre la paradoja de la moralidad de la hipocresía. Brunsson razona que, a pesar de las reacciones sociales convencionales hacia ella, la hipocresía puede ser una guardia esencial contra el fanatismo, y puede ser beneficioso de valores y comportamiento moral.
En el campo de relaciones internacionales, estudiosos como Krasner han sugerido que la soberanía, específicamente causada por la Paz de Westfalia, reafirmó el principio cuius regio, eius religio, es decir, que la fe del líder se convirtió en la denominación oficial de su estado. Krasner llama a esto un sistema de "hipocresía organizada".
Algunos teorizadores de negocios han estudiado la utilidad de la hipocresía, y algunos han sugerido que los conflictos manifestados como hipocresía son una parte necesaria o benéfica del comportamiento humano y de la sociedad.

## Códigos morales y religiosos
Muchos sistemas de creencias condenan la hipocresía.
En el islam, el capítulo 63 del Corán suele titularse "Los hipócritas", la hipocresía se considera una enfermedad grave. El Corán arremete contra los que dicen ser creyentes y pacificadores, pensando que engañan a Dios y a los demás, pero sólo se engañan a sí mismos.
En algunas traducciones del Libro de Job, la palabra hebrea chaneph se traduce como "hipócrita", aunque normalmente significa "impío" o "profano". En la Cristiana Biblia, Jesucristo condena a los escribas y fariseos como hipócritas en el pasaje conocido como los Ayes de los fariseos. También denuncia a los hipócritas en términos más generales en Mateo 7:5.
En el siglo XVI, Juan Calvino criticó a los nicodemitas.
En el texto Dhammapada del Budismo, Gautama Buda condena a un hombre que adopta la apariencia de un asceta, pero que en su interior está lleno de pasiones.